# Spartan 12W Executive
Spartan 12W Executive — американский многоцелевой самолёт разработанный в 1945 году компанией Spartan Aircraft Company. Машина предназначалась для представительского рынка и явилась дальнейшим развитием довоенной модели Spartan 7W Executive.

## История
После окончания Второй мировой войны руководством компании была предпринята попытка выпустить на рынок самолёт представительского класса. Решено было взяв за основу довоенную модель аналогичного класса Spartan 7W Executive внести в неё изменения на новом технологическом уровне. Изменения коснулись материала обшивки крыльев и хвостового оперения которые были изготовлены из магниевого сплава, также машина была оборудована носовой опорой шасси. Испытания нового самолёта начались в конце 1945 года (по другим данным в начале 1946 года) и успешно были завершены пройдя полный цикл. Однако из экономических соображений дальнейшее продвижение новой модели было признано не целесообразным и Spartan Aircraft Company прекратила разработку проектов в области авиации переключившись на производство автомобильных трейлеров. Изготовленный и испытанный самолёт остался в одном экземпляре и эксплуатировался в лётной школе Spartan Aircraft Company. В дальнейшем машина была продана и прошла через ряд владельцев. В 1967 году, самолёт был восстановлен до лётной годности. В наши дни находится в статической экспозиции в Музее авиации и космонавтики Талсы.

## Конструкция
Spartan 12W Executive представлял собой моноплан с низко расположенным крылом, закрытой кабиной в которой кроме пилота располагалось 3 пассажира. Шасси убираемое с передней стойкой. Обшивка самолёта цельнометаллическая. Двигатель Pratt & Whitney Wasp Junior в 450 л.с.

### Технические характеристики
- Экипаж: 1 пилот, 3 пассажира
- Длина: 8.23 м
- Размах крыла: 11,89 м.
- Высота:
- Площадь крыла:
- Профиль крыла:
- Масса пустого:
- Масса снаряжённого:
- Нормальная взлётная масса:
- Максимальная взлётная масса:
- Двигатель ПД Pratt & Whitney R-985 Wasp Junior
- Мощность: 1 x 450 л. с.

### Лётные характеристики
- Максимальная скорость:
  - у земли:
  - на высоте м:
- Крейсерская скорость:
- Практическая дальность:
- Практический потолок:
- Скороподъёмность: м/мин
- Нагрузка на крыло: кг/м²
- Тяговооружённость: Вт/кг
- Максимальная эксплуатационная перегрузка:[1]